# 東京都の神社一覧
東京都の神社一覧（とうきょうとのじんじゃいちらん）は、東京都の神社で新宗教を除く神道の神社を、区市町村毎に神社系統毎の一覧形式でまとめたものである。
記載基準として、無数にある
- 郷社以下の社
- 特筆性を認められる情報がない
  - 神社所有の重要文化財などがない
  - 神社名や住所以外の情報がない
  - 由緒不詳

…の社を除外したが、ウィキペディア上に記事があるものは残した。
なお、県内の八幡神社については「八幡神」および「Category:八幡宮」も合わせて参照されたい。

## 特別区

### 千代田区
| 神社名                | 所在地     | 主な祭神                                                          | 神社系列   | 神社庁 | 公式サイト | 備考 |
| 日枝神社              | 永田町     | 大山咋神 国常立神 伊弉冉神 足仲彦尊                               | 日吉神社   | 1001   | 公式       | 官幣大社、准勅祭社（東京十社） 別表神社、東京五社 明治維新以降の皇居鎮護社。例年6月7日より「山王まつり」。                              |
| 東京大神宮            | 富士見     | 天照皇大神 豊受大神 天之御中主神 高御産巣日神 神産巣日神 倭比賣命 | 神明神社   | 1002   | 公式       | 別表神社 東京五社 神前結婚式創始の神社。                                                                                                |
| 靖國神社              | 九段北     | 戦没者 246万6532柱                                                | （招魂社） |        | 公式       | 別格官幣社、勅祭社 単立神社、東京五社                                                                                                   |
| 神田神社 （神田明神） | 外神田     | 大己貴命 少彦名命 平将門命                                        |            | 1003   | 公式       | 府社、准勅祭社（東京十社） 別表神社 江戸総鎮守                                                                                          |
| 平河天満宮            | 平河町     | 菅原道真公 誉田別命 徳川家康公                                    | 北野神社   | 1007   |            | 村社 太田道灌の建立 徳川家康による江戸城建立時と徳川秀忠の治世下で徳川家に2度奉遷され現在に至る。                                       |
| 築土神社              | 九段北     | 天津彦火瓊々杵尊 平将門之霊 菅原道真公                            | 八幡神社   | 1008   | 公式       | 村社 当初平将門の首を祀ったとされる 。                                                                                                  |
| 稲荷神社              | 神田小川町 | 保食神                                                            | 稲荷神社   | 1012   |            | 縁日市「五十稲荷（ごとういなり）」開催                                                                                                  |
| 御宿稲荷神社          | 内神田     | 宇迦能御魂                                                        | 稲荷神社   |        |            | 国立国会図書館 御宿稲荷神社由緒 幕府公認社（社地寄進）。                                                                                |
| 白菊稲荷神社          | 飯田橋     | 倉稲魂神                                                          | 稲荷神社   |        | 公式       | 昭和初期より「筑土祭（ちくどまつり）」として神輿行事が行われている 。                                                                   |
| 桐生稲荷神社          | 富士見     | 倉稲魂神                                                          | 稲荷神社   |        | 公式       | 平将門首桶・肖像画、滝沢馬琴奉納額などが社宝としてあったが東京大空襲時に消失。写真のみ現存 。 ほか、明治天皇肖像画など6点が非公開所蔵。 |
| 表 話 編 歴           |            |                                                                   |            |        |            | |

### 中央区
| 神社名           | 所在地       | 主な祭神                                                  | 神社系列          | 神社庁 | 公式サイト | 備考 |
| 水天宮           | 日本橋蛎殻町 | 天御中主大神 安徳天皇 建礼門院 二位ノ尼                   | 水天宮            | 2001   | 公式       | 無格社 「情けありまの水天宮」の起源 。                                                                   |
| 福徳神社         | 日本橋室町   | 倉稲魂命                                                  | 稲荷神社          | 2002   |            | 徳川秀忠により境内地三反三十三坪（約3084 m2）と定められたが明治維新後四十余坪（約132 m2）に減少。        |
| 椙森神社         | 日本橋堀留町 | 伍社稲荷大神 恵比壽大神                                   | 稲荷神社 恵比寿天 | 2003   | 公式       | 藤原秀郷が平将門追討後奉納した白銀の狐像が現存。 中央区民文化財。                                        |
| 小網神社         | 日本橋小網町 | 倉稲魂命 市杵島姫命                                       | 稲荷神社 弁財天   | 2004   |            | 村社 社殿・神楽殿が中央区文化財。 例祭「東京銭洗い辨財天大祭」ほか、「どぶろく祭」が奇祭として知られる。 |
| 松島神社         | 日本橋人形町 | 稲荷大神 他13柱                                           | 稲荷神社 他       | 2005   |            | 村社 松島稲荷大明神                                                                                      |
| 末廣神社         | 日本橋人形町 | 倉稲魂命 武甕槌命                                         | 稲荷神社          | 2006   |            | 元吉原総鎮守社。 「日本橋七福神」のひとつ。                                                              |
| 波除稲荷神社     | 築地         | 倉稲魂命                                                  | 稲荷神社          | 2009   | 公式       | 江戸時代消失した「厄除天井大獅子」を1990年（平成2年）再興 。                                             |
| 鐵砲洲稲荷神社   | 湊           | 宇迦之御魂大神 豊受姫大神                                 | 稲荷神社          | 2010   | 公式       | 例年1月第2日曜日に寒中水浴大会として冷水を張った水桶にて水浴を行う 。                                    |
| 住吉神社         | 佃           | 底筒之男命 中筒之男命 表筒之男命 息長足姫命 徳川家康      | 住吉神社          | 2011   | 公式       | 1990年（平成2年）、28年ぶりに例大祭船渡御（ふなとぎょ）復活。                                            |
| 於岩稲荷田宮神社 | 新川         | 豊受比賣大神 田宮於岩命                                   | 稲荷神社          | 2012   |            | 四谷於岩稲荷田宮神社の本社                                                                               |
| 笠間稲荷神社     | 日本橋浜町   | 宇迦之魂命                                                | 稲荷神社          |        | 公式       | 笠間稲荷神社東京別社 浦安の舞 - YouTube                                                                  |
| 宝田恵比寿神社   | 日本橋本町   | 事代主命 少彦名命 大國主命 大己貴命 素盞嗚命 宇迦之御魂神 | 稲荷神社          |        |            | 例年10月19日「べったら市」。                                                                             |
| 朝日稲荷神社     | 銀座         | 宇迦之御魂神                                              | 稲荷神社          |        |            | 中央区神社巡りスタンプラリーのひとつ 。                                                                  |
| 日枝神社         | 日本橋茅場町 | 大山咋神 国常立神 伊弉冉神 足仲彦尊                       | 日吉神社          |        |            | 日枝神社日本橋摂社 2008年6月13日に行われる日枝神社神幸祭が日枝神社設営350年にあたる 。                   |
| 兜神社           | 日本橋兜町   | 倉稲魂命 大国主命 事代主命                                | 稲荷神社          |        |            | 兜町の名の由来地とされる 。                                                                              |
| 高尾稲荷神社     | 日本橋箱崎町 | 二代目高尾太夫                                            | 稲荷神社          |        | 公式       | 高尾太夫伝説 。                                                                                          |
| 茶の木神社       | 日本橋人形町 | 倉稲魂大神                                                |                   |        | 公式       | 「日本橋七福神」のひとつ。                                                                               |
| 幸稲荷神社       | 銀座         | 宇迦之御魂神                                              | 稲荷神社          |        |            | 銀座八丁神社めぐりスタンプラリーのひとつ 。                                                              |
| 宝珠稲荷神社     | 銀座         | 宇迦之御魂神                                              | 稲荷神社          |        |            | もと板倉重昌の屋敷神。                                                                                   |
| 表 話 編 歴      |              |                                                           |                   |        |            | |

### 港区
| 神社名                    | 所在地   | 主な祭神                             | 神社系列   | 神社庁 | 公式サイト | 備考                                                                                        |
| 金刀比羅宮                | 虎ノ門   | 大物主神 崇徳天皇                    | 金刀比羅宮 | 5001   | 公式       | 府社 「社団法人江戸消防記念会第二區道具中梯子乗り奉納」 ほか多数行事 。                     |
| 烏森神社                  | 新橋     | 倉稲魂神 天鈿女命 瓊々杵尊           |            | 5002   | 公式       | 村社 2年おきに例大祭で神輿渡御。                                                            |
| 鹽竈神社                  | 高輪     | 鹽土老翁 武甕槌命 経津主命           | 塩釜神社   | 5004   |            | 仙台藩主伊達綱村の勧請で陸奥国一宮鹽竈神社からの分祀。                                      |
| 元神明宮                  | 三田     | 天照皇大御神 宇迦之御魂神 ほか8柱    | 神明神社   | 5013   | 公式       | 別名「天祖神社」。 1005年一条天皇の勅命で創建。 2005年9月、「御鎮座壱千年記念事業」を行う。 |
| 春日神社                  | 三田     | 天児屋根命                           | 春日神社   | 5014   |            | 村社                                                                                        |
| 御田八幡神社              | 三田     | 誉田別尊命 天児屋根命 武内宿禰命     | 八幡神社   | 5019   |            | 式内社 郷社                                                                                 |
| 芝東照宮                  | 芝公園   | 徳川家康                             | 東照宮     |        |            | 郷社                                                                                        |
| 芝大神宮                  | 芝大門   | 天照皇大御神 豊受大御神              | 神明神社   | 200076 | 公式       | 府社 准勅祭社（東京十社）                                                                   |
| 高輪神社                  | 高輪     | 宇迦御魂神                           | 稲荷神社   | 5020   |            |                                                                                             |
| 氷川神社 （白金氷川神社） | 白金     | 素盞鳴尊 奇稲田姫命 大己貴命         | 氷川神社   | 5024   |            | ウィキメディア・コモンズには、 白金氷川神社 に関連するカテゴリがあります。                  |
| 十番稲荷神社              | 麻布十番 | 倉稲魂命 日本武尊 市杵島姫命 ほか2柱 | 稲荷神社   | 5028   | 公式       | 麻布十番納涼祭りで十番ばやし開催。                                                          |
| 氷川神社 （麻布氷川神社） | 元麻布   | 素盞鳴尊 日本武尊                    | 氷川神社   | 5029   |            | 郷社                                                                                        |
| 天祖神社                  | 六本木   | 天照大御神 伊邪那伎命 伊邪那美命     | 神明神社   | 5033   |            | 六本木の氏神。 別名「龍土神明宮（りゅうどしんめいぐう）」                                   |
| 氷川神社 （赤坂氷川神社） | 赤坂     | 素盞鳴尊 奇稲田姫命 大己貴命         | 氷川神社   | 5035   | 公式       | 府社 · 准勅祭社（東京十社） · 将軍朱印状ほか文化財多数所蔵 ·                                |
| 乃木神社                  | 赤坂     | 乃木希典 乃木静子                    | 乃木神社   | 5037   | 公式       | 府社 別表神社                                                                               |
| 表 話 編 歴               |          |                                      |            |        |            |                                                                                             |

### 新宿区
| 神社名      | 所在地   | 主な祭神                     | 神社系列 | 神社庁 | 公式サイト | 備考                       |
| 諏訪神社    | 高田馬場 | 大国主命 事代主命 武御名方命 | 諏訪神社 | 18005  |            | 明治天皇行幸により聖跡指定 |
| 花園神社    | 新宿     | 倉稲魂命 日本武尊 受持神     |          | 18007  | 公式       | 郷社                       |
| 表 話 編 歴 |          |                              |          |        |            |                            |

### 文京区
| 神社名                  | 所在地 | 主な祭神                     | 神社系列 | 神社庁 | 公式サイト | 備考                      |
| 根津神社 （根津権現）   | 根津   | 須佐之男命 大山咋命 誉田別命 |          | 3001   | 公式       | 府社 准勅祭社（東京十社） |
| 湯島天満宮 （湯島天神） | 湯島   | 天之手力雄命 菅原道真        | 天満宮   | 3002   | 公式       | 府社 別表神社             |
| 妻恋神社                | 湯島   | 日本武尊 弟橘姫命            |          |        |            | 文京区役所 妻恋神社       |
| 白山神社                | 白山   | 菊理姫命 伊弉諾命 伊弉冉命   |          |        |            | 郷社 准勅祭社（東京十社） |
| 表 話 編 歴             |        |                              |          |        |            |                           |

### 台東区
| 神社名       | 所在地   | 主な祭神                           | 神社系列 | 神社庁 | 公式サイト               | 備考                                                                                             |
| 浅草神社     | 浅草二   | 土師真中知命 檜前浜成命 檜前竹成命 |          | 4002   | 浅草神社                 | 郷社 社殿が国の重要文化財 三社祭                                                                 |
| 五條天神社   | 上野公園 | 大己貴命 少彦名命                  | 天神社   | 4019   | 五條天神社・花園稲荷神社 |                                                                                                  |
| 矢先稲荷神社 | 松が谷二 | 宇賀御魂命                         | 稲荷神社 | 4027   | 馬の情報館               | 京都三十三間堂を真似て浅草に同じものを建立したのが始まり。 中曽根弘文奉納の馬の置物などがある 。 |
| 上野東照宮   | 上野公園 | 徳川家康 徳川吉宗 徳川慶喜         | 東照宮   | 4030   |                          | 府社                                                                                             |
| 千束稲荷神社 | 竜泉     | 倉稲魂命 素盞嗚尊                  | 稲荷神社 | 5228   | 千束稲荷神社             | 村社。樋口一葉と関係が深く、『たけくらべ』の舞台となった神社と知られている。                     |
| 表 話 編 歴  |          |                                    |          |        |                          |                                                                                                  |

### 墨田区
| 神社名      | 所在地 | 主な祭神                         | 神社系列 | 神社庁 | 公式サイト | 備考 |
| 牛嶋神社    | 向島一 | 須佐之男命 天之穂日命 貞辰親王命 |          | 13001  |            |      |
| 表 話 編 歴 |        |                                  |          |        |            |      |

### 江東区
| 神社名       | 所在地 | 主な祭神                                             | 神社系列 | 神社庁 | 公式サイト | 備考 |
| 富岡八幡宮   | 富岡一 | 誉田別命                                             | 八幡神社 | 14001  | 神社公式   | 府社 別表神社 准勅祭社（東京十社）                                                                                               |
| 深川神明宮   | 森下一 | 天照大御神                                           | 神明神社 | 14011  | 神社公式   | |
| 猿江神社     | 猿江二 | 天照大御神 宇迦之御魂命                              | 稲荷神社 | 14012  |            | 旧猿江村鎮守 猿藤太塚 |
| 洲﨑神社     | 木場六 | 市杵島比売命                                         | 洲崎神社 | 14025  |            | 元弁天社 |
| 宇迦八幡宮   | 千田   | 宇迦御魂命 応神天皇                                  | 稲荷神社 | 14016  |            | 旧千田新田鎮守 片栗八幡宮 |
| 亀戸天神社   | 亀戸三 | 天満大神 天菩日命                                    | 天満宮   | 14006  | 神社公式   | 府社 准勅祭社（東京十社） |
| 香取神社     | 亀戸三 | 経津主神                                             | 香取神社 | 14008  | 神社公式   | 旧亀戸村鎮守 |
| 天祖神社     | 亀戸三 | 天照皇大神                                           | 神明神社 | 14014  |            | 旧柳島村鎮守 流鏑馬行事が馬場確保困難のため歩射                                                                                  |
| 亀戸浅間神社 | 亀戸九 | 木花之佐久夜毘売命                                   | 浅間神社 | 14028  |            | 関東最大級の茅の輪 |
| 大島稲荷神社 | 大島五 | 宇迦御魂命 火産霊命                                  | 稲荷神社 | 14029  |            | 旧大島村・大島町鎮守 |
| 亀出神社     | 大島三 | 火産霊命 宇迦御魂命                                  | 愛宕神社 |        |            | 旧亀戸出村鎮守（愛宕神社） 現神社は1956年亀出稲荷神社と愛宕神社の合併により創建                                                  |
| 愛宕神社     | 大島二 | 火産霊命                                             | 愛宕神社 | 14027  |            | 旧中之郷出村鎮守 |
| 東大島神社   | 大島七 | 天照皇大神 須佐之男命 天之穂日命 貞辰親王 宇迦御魂命 |          | 14015  | 神社公式   | 旧小名木村・平方村・北本所出村・南本所出村鎮守 1952年永平神社・子安神社・小名木神社 ・北本所牛島神社・南本所牛島神社の五社を合併 |
| 富賀岡八幡宮 | 南砂七 | 応神天皇                                             | 八幡神社 | 14017  |            | 参詣道の桜並木が名所江戸百景に記載有り                                                                                           |
| 志演神社     | 北砂二 | 宇迦御魂命 須佐之男命 尊空親王 伊邪那美命 田力男命   | 稲荷神社 | 14018  |            | 境内に日本最古の力石 尊空神社 |
| 表 話 編 歴  |        |                                                      |          |        |            | |

### 品川区
| 神社名      | 所在地   | 主な祭神                                           | 神社系列 | 神社庁 | 公式サイト | 備考                                             |
| 品川神社    | 北品川三 | 天比理乃咩命 素盞嗚尊 宇賀之売命                   |          | 9001   |            | 郷社 准勅祭社（東京十社） 「東海七福神」大黒天。 |
| 荏原神社    | 北品川二 | 高龗神 豊受姫之神 天照皇大神 須佐男之尊 手力雄之尊 |          | 9002   | 公式       | 郷社 准勅祭社 「東海七福神」恵比須。             |
| 表 話 編 歴 |          |                                                    |          |        |            |                                                  |

### 目黒区
| 神社名           | 所在地     | 主な祭神                           | 神社系列 | 神社庁 | 公式サイト | 備考                       |
| 大鳥神社         | 下目黒三   | 日本武尊 国常立尊 弟橘媛命         | 大鳥神社 | 10001  | 公式       | 村社 旧下目黒村鎮守 酉の市 |
| 中目黒八幡神社   | 中目黒三   | 誉田別命 天照皇大神                | 八幡神社 | 10005  | 公式       | 旧中目黒村鎮守             |
| 上目黒氷川神社   | 大橋二     | 素盞嗚尊 天照皇大神 菅原道真       | 氷川神社 | 10006  |            | 旧上目黒村鎮守             |
| 烏森稲荷神社     | 上目黒三   | 倉稲魂命                           | 稲荷神社 |        |            | 旧上目黒村宿山組鎮守       |
| 十日森稲荷神社   | 中央町二   | 倉稲魂命                           | 稲荷神社 | 10007  |            | 旧上目黒村五本木組鎮守     |
| 碑文谷八幡宮     | 碑文谷三   | 誉田別命                           | 八幡神社 | 10002  |            | 村社 旧碑文谷村鎮守        |
| 八雲氷川神社     | 八雲二     | 須佐男之尊 櫛稲田姫命 大国主命     | 氷川神社 | 10010  |            | 旧衾村鎮守                 |
| 自由が丘熊野神社 | 自由が丘一 | 速玉之男尊 伊弉冊命 泉津事解之男尊 | 熊野神社 | 10012  |            | 旧衾村谷畑鎮守             |
| 表 話 編 歴      |            |                                    |          |        |            |                            |

### 大田区
| 神社名      | 所在地   | 主な祭神                                             | 神社系列 | 神社庁 | 公式サイト | 備考                               |
| 磐井神社    | 大森北二 | 応神天皇 大己貴命 仲哀天皇 神功皇后 姫大神           |          | 11030  |            | 式内社 郷社 「東海七福神」弁財天。 |
| 稗田神社    | 蒲田三   | 誉田別命 天照大神 武内宿禰命 荒木田襲津彦命 春日大神 |          | 11052  | 神社公式   | 式内社 郷社                        |
| 新田神社    | 矢口一   | 新田義興                                             |          | 11057  | 神社公式   | 府社 破魔矢発祥の地                |
| 表 話 編 歴 |          |                                                      |          |        |            |                                    |

### 世田谷区
| 神社名      | 所在地 | 主な祭神     | 神社系列 | 神社庁 | 公式サイト | 備考                           |
| 松陰神社    | 若林   | 吉田松陰     |          |        | 神社公式   | 府社                           |
| 烏山神社    | 南烏山 | 白山比咩大神 |          |        |            | 創立年代、古代由緒、沿革等不詳 |
| 表 話 編 歴 |        |              |          |        |            |                                |

### 渋谷区
| 神社名                  | 所在地       | 主な祭神                              | 神社系列 | 神社庁 | 公式サイト | 備考                                                 |
| 明治神宮                | 代々木神園町 | 明治天皇 昭憲皇太后                   |          | 6001   | 公式       | 勅祭社 官幣大社 東京五社                             |
| 東郷神社                | 神宮前       | 東郷平八郎                            |          | 6002   | 公式       | 府社 別表神社                                        |
| 氷川神社 (渋谷氷川神社) | 東           | 素盞嗚尊 稲田姫命 大己貴尊 天照皇大神 | 氷川神社 | 3272   |            | 紙本著色氷川大明神井宝泉寺縁起絵（区指定有形文化財） |
| 表 話 編 歴             |              |                                       |          |        |            |                                                      |

### 杉並区
| 神社名      | 所在地 | 主な祭神                   | 神社系列 | 神社庁 | 公式サイト | 備考          |
| 大宮八幡宮  | 大宮   | 応神天皇 仲哀天皇 神功皇后 | 八幡宮   | 8001   | 公式       | 府社 別表神社 |
| 井草八幡宮  | 善福寺 | 八幡大神 応神天皇          | 八幡宮   | 8006   |            | 郷社 別表神社 |
| 表 話 編 歴 |        |                            |          |        |            |               |

### 北区
| 神社名      | 所在地   | 主な祭神                                           | 神社系列 | 神社庁     | 公式サイト | 備考                 |
| 王子神社    | 王子本町 | 伊弉諾命 伊弉冉命 天照大御神 速玉之男命 事解之男命 |          | 公式サイト |            | 准勅祭社（東京十社） |
| 表 話 編 歴 |          |                                                    |          |            |            |                      |

### 荒川区
| 神社名       | 所在地   | 主な祭神                      | 神社系列   | 神社庁 | 公式サイト | 備考                                                        |
| 素盞雄神社   | 南千住   | 素盞雄大神 飛鳥大神（事代主） | 素盞雄神社 | 23001  | 公式       | 郷社 神亀2年創建。1,200余年の歴史を持つ社                   |
| 諏方神社     | 西日暮里 | 建御名方神                    | 諏訪神社   | 23002  |            | 日暮里・谷中の総鎮守社                                      |
| 石浜神社     | 南千住   | 天照大御神 豊受姫大神         | 神明神社   | 23004  | 公式       | 724年（神亀元年）創建。1300年近くの歴史を持つ区内最古の神社 |
| 尾久八幡神社 | 西尾久   | 応神天皇                      | 八幡神社   |        |            | 尾久の総鎮守                                                |
| 胡録神社     | 南千住   | 面足尊 惶根尊                 | 胡録神社   |        | 公式       | 永禄四年（1561年）8月創建                                   |
| 表 話 編 歴  |          |                               |            |        |            |                                                             |

### 板橋区
| 神社名                    | 所在地 | 主な祭神            | 神社系列       | 神社庁 | 公式サイト       | 備考 |
| 赤塚諏訪神社              | 大門   | 建御名方命          | 諏訪大社       |        | 板橋区           | 文明年間創建、赤塚城主千葉自胤が赤塚城の鬼門除けに信州諏訪大社の分霊を勧請して祀る。徳丸北野神社とともに、国重要無形文化財指定の「田遊び」や区無形民俗文化財の「獅子舞」が伝承。田遊びは、諏訪神社、北野神社ともに板橋十景。 |
| 徳丸北野神社              | 徳丸   | 菅原道真公          | 京都北野天満宮 | 21021  | 公式             | 国重要無形民俗文化財「田遊び神事」が伝承。徳丸郷(徳丸・高島平、新河岸地区)の氏神として1,000年以上鎮座。「田遊び神事」は「板橋十景」                                                                                          |
| 氷川神社 （赤塚氷川神社） | 赤塚   | 素盞嗚命 藤原広継命 | 氷川神社       | 21025  |                  | |
| 菅原神社                  | 成増   | 菅原道真公          | 京都北野天満宮 |        | 成増里神楽保存会 | 江戸時代より、山王社、自在天神、天神社と社号がしばしば変更されていたようである。 |
| 表 話 編 歴               |        |                     |                |        |                  | |

### 足立区
| 神社名                    | 所在地     | 主な祭神                                        | 神社系列          | 神社庁 | 公式サイト | 備考                                                                           |
| 稲荷神社                  | 柳原       | 宇迦之御魂神                                    | 稲荷神社          | 15001  |            | 別称・柳原稲荷神社 浅間神社富士塚が区登録有形民俗文化財 浅間神社 高木神社      |
| 氷川神社 （千住氷川神社） | 千住仲町   | 素盞嗚尊                                        | 氷川神社          | 15002  |            | 別称・千住氷川神社 関谷天満宮 稲荷神社 弁財天                                  |
| 稲荷神社                  | 千住河原町 | 食稲魂神                                        | 稲荷神社          | 15009  |            | 千住青物市場創立三百三十年記念碑                                               |
| 千住神社                  | 千住宮元町 | 宇迦之御魂命 須佐之男命                         | 稲荷神社 氷川神社 | 15010  |            | 郷社 浅間神社 天満宮 恵比寿神社 八幡神社 三峯神社 延命稲荷 経王稲荷 廻転恵比寿 |
| 梅田神明宮                | 梅田       | 天照皇大神 井上正鐡霊神                         | 神明神社          | 15022  | 公式       | 別称・井上神社。 井上正鉄による禊教発祥の霊場。                                |
| 氷川神社 （江北氷川神社） | 江北       | 建速須佐之男命 天照皇大神 伊邪那美命 淤母陀琉命 | 氷川神社          | 15044  | 公式       | 諏訪神社 山の神 水の神 稲荷神社                                                |
| 大鷲神社                  | 花畑       | 日本武尊                                        | 大鳥神社          | 15060  | 非公式     | 酉の市                                                                         |
| 西之宮稲荷神社            | 足立       | 宇迦之御魂命 須佐之男命                         | 稲荷神社          | 15071  |            |                                                                                |
| 鷲神社                    | 島根       | 日本武尊 誉田別命 国常立命                      | 大鳥神社          | 15083  |            | 「島根ばやしお神楽」が無形民俗文化財                                           |
| 東北野神社                | 鹿浜       | 菅原道真公                                      | 北野神社          |        | 公式       | 「鹿浜の獅子舞」が足立区無形文化財                                             |
| 古内天祖神社              | 鹿浜       | 天照大御神                                      | 神明神社          |        | 公式       | 「鹿浜の獅子舞」が足立区無形文化財                                             |
| 元宿堰稲荷神社            | 千住桜木   | 宇迦之御魂命 大国主大神                         | 稲荷神社          |        |            | 水神 千住四本煙突守護社                                                        |
| 氷川神社 （千住氷川神社） | 千住仲町   | 素戔嗚尊                                        | 氷川神社          |        |            | 高正天満宮 稲荷神社 猿田彦神社                                                 |
| 柳野稲荷神社              | 佐野       | 宇迦御魂神                                      | 稲荷神社          |        |            | 「柳原箕輪囃子」が足立区登録無形民俗文化財                                     |
| 千住本氷川神社            | 千住       | 素盞嗚尊                                        | 氷川神社          |        |            | 三精稲荷神社                                                                   |
| 表 話 編 歴               |            |                                                 |                   |        |            |                                                                                |

### 葛飾区
| 神社名      | 所在地 | 主な祭神 | 神社系列 | 神社庁 | 公式サイト | 備考                           |  |
|             |        |          |          |        |            |                                |  |
| 葛西神社    | 東金町 | 経津主尊 | 香取神社 | 16001  | 公式サイト | 「葛西囃子」が東京都無形文化財 |  |
| 表 話 編 歴 |        |          |          |        |            |                                |  |

### 江戸川区
| 神社名              | 所在地 | 主な祭神           | 神社系列 | 神社庁 | 公式サイト | 備考 |
| 篠崎浅間神社        | 上篠崎 | 木花之佐久夜毘売命 | 浅間神社 |        | 公式       | 江戸川区内最古の神社 浅間神社のぼり祭りが江戸川区指定無形民俗文化財 |
| 鹿島神社 (江戸川区) | 鹿骨   | 武甕槌大神         | 鹿島神宮 |        |            | 当社の近隣に所在する鹿見塚神社は、8世紀の奈良時代、春日大社創建の折に鹿島神宮の鹿島大神が神鹿の背中に鹿島、香取の御分霊をのせ大和国に赴く途上、神鹿がこの地で斃れたので塚を作って葬ったという伝承がある。それが鹿骨という地名の由来とされている。 |
| 表 話 編 歴         |        |                    |          |        |            | |

## 三多摩地方・市部

### 八王子市
| 神社名       | 所在地   | 主な祭神          | 神社系列        | 神社庁 | 公式サイト | 備考 |
| 八幡八雲神社 | 元横山町 | 誉田別尊 素盞嗚尊 | 八幡宮 祇園神社 | 25001  |            | 郷社 |
| 表 話 編 歴  |          |                   |                 |        |            |      |

### 立川市
| 神社名         | 所在地        | 主な祭神                                | 神社系列     | 神社庁 | 公式サイト | 備考                                  |
| 諏訪神社       | 柴崎町1-5-15  | 建御名方神                              | 信州諏訪大社 |        | 公式サイト | 弘仁2年7月27日に勧請                  |
| 阿豆佐味天神社 | 砂川町4-1-1   | 少彦名命 天児屋根命                     |              |        | 公式サイト | 立川市有形重要文化財 市内最古の建築物 |
| 立川水天宮     | 砂川町4-1-1   | 天之御中主大神 安徳天皇 建礼門院 二位尼 |              |        | 公式サイト | 阿豆佐味天神社と境内を共有            |
| 熊野神社       | 高松町1-17-21 | 須佐之男命                              | 熊野本宮大社 |        |            |                                       |
| 表 話 編 歴    |               |                                         |              |        |            |                                       |

### 武蔵野市
| 神社名      | 所在地 | 主な祭神              | 神社系列 | 神社庁 | 公式サイト | 備考 |
| 杵築大社    | 境南町 | 大國主大神 事代主大神 |          |        |            | 村社 |
| 表 話 編 歴 |        |                       |          |        |            |      |

### 青梅市
| 神社名       | 所在地 | 主な祭神                                                  | 神社系列 | 神社庁 | 公式サイト | 備考                                         |
| 青渭神社     | 沢井   | 大国主命                                                  | 青渭神社 | 24049  |            | 式内社 郷社 本社（奥宮）は惣岳山山頂に鎮座。 |
| 武蔵御嶽神社 | 御岳山 | 櫛真智命 大己貴命 少彦名命 安閑天皇 日本武尊              |          |        | 公式       | 式内社 府社 単立神社                         |
| 虎柏神社     | 根ヶ布 | 大歳御祖神 惶根神 建御名方命 八坂刀売命 素盞嗚尊 事代主命 |          |        |            | 式内社 郷社 （旧称、諏訪神社）               |
| 表 話 編 歴  |        |                                                           |          |        |            |                                              |

### 府中市
| 神社名      | 所在地 | 主な祭神   | 神社系列 | 神社庁 | 公式サイト | 備考                                                               |
| 大國魂神社  | 宮町   | 大國魂大神 |          |        | 大國魂神社 | 官幣小社 · 別表神社 · 武蔵国総社 · 東京五社 · 例大祭：くらやみ祭 · |
| 表 話 編 歴 |        |            |          |        |            |                                                                    |

### 昭島市
| 神社名                  | 所在地        | 主な祭神                   | 神社系列 | 神社庁 | 公式サイト | 備考                                                                             |
| 日吉神社 ＜拝島三王社＞ | 拝島町1-10-19 | 大山咋命 羽山戸命 香山戸命 |          |        | 公式サイト | 秋の例祭は、深夜に榊の神輿で渡御する奇祭で東京都無形民俗文化財に指定されている。 |
| 表 話 編 歴             |               |                            |          |        |            |                                                                                  |

### 調布市
| 神社名      | 所在地      | 主な祭神          | 神社系列 | 神社庁 | 公式サイト | 備考        |
| 布多天神社  | 調布ヶ丘    | 少彦名神 菅原道真 | 天神社   |        | 公式       | 式内社 郷社 |
| 青渭神社    | 深大寺元町  | 青渭大神          | 青渭神社 |        |            | 式内社 郷社 |
| 國領神社    | 国領町1-7-1 | 神産巣日神        |          |        | 公式サイト |             |
| 表 話 編 歴 |             |                   |          |        |            |             |

### 町田市
| 神社名      | 所在地   | 主な祭神 | 神社系列 | 神社庁 | 公式サイト        | 備考                                                |
| 小野神社    | 小野路町 | 小野篁   | 小野神社 |        |                   |                                                     |
| 菅原神社    | 本町田   | 菅原道真 | 天満宮   |        | 宗教法人 菅原神社 | 町田三天神のうちのひとつ。宗教法人。                |
| 箭幹八幡宮  | 矢部町   | 応神天皇 | 八幡神社 |        | 宗教法人 八幡社   | 616年勅命により京都石清水八幡宮より勧請された神社。 |
| 表 話 編 歴 |          |          |          |        |                   |                                                     |

### 小金井市
| 神社名         | 所在地        | 主な祭神                     | 神社系列 | 神社庁 | 公式サイト | 備考 |
| 稲穂神社       | 本町5－41－36 | 大山咋神                     | 日枝神社 |        | 公式サイト |      |
| 八重垣稲荷神社 | 中町3-14-7    | 猿田彦神、稲田姫神、倉稲魂神 | 稲荷社   |        |            |      |
| 表 話 編 歴    |               |                              |          |        |            |      |

### 日野市
| 神社名      | 所在地 | 主な祭神                  | 神社系列 | 神社庁 | 公式サイト                   | 備考                               |
| 日野宮神社  | 栄町   | 天御中主尊 高魂尊 ほか2柱 |          |        | 日野宮神社（通称：権現さま） | 阿弥陀如来立像が日野市重要文化財。 |
| 表 話 編 歴 |        |                           |          |        |                              |                                    |

### 東村山市
| 神社名      | 所在地 | 主な祭神 | 神社系列 | 神社庁 | 公式サイト | 備考                   |
| 秋津神社    | 秋津町 | 日本武尊 | 鷺神社   |        | 秋津神社   | 本殿が市指定有形文化財 |
| 表 話 編 歴 |        |          |          |        |            |                        |

### 国立市
| 神社名      | 所在地 | 主な祭神 | 神社系列 | 神社庁 | 公式サイト                        | 備考                         |
| 谷保天満宮  | 谷保   | 菅原道真 | 天満宮   |        | 交通安全発祥と学業の神 谷保天満宮 | 式内小社 府社 関東三大天神。 |
| 表 話 編 歴 |        |          |          |        |                                   |                              |

### 東大和市
| 神社名      | 所在地      | 主な祭神                                                                 | 神社系列 | 神社庁 | 公式サイト | 備考                                                                                        |
| 豊鹿嶋神社  | 芋窪1-2067  | 武御加豆智命                                                             | 鹿島神社 | 26083  |            | 1466年の棟札が現存、都重宝指定（都内現存する最古の神社本殿）。 木彫の狛犬が東大和市文化財。 |
| 八幡神社    | 奈良橋1-256 | 誉田別尊 大山祇命 大山咋命 素盞鳴命 建御名方命 市杵島姫命 天照坐皇大御神 |          |        |            | 縁起創建不詳                                                                                |
| 表 話 編 歴 |             |                                                                          |          |        |            |                                                                                             |

### 東久留米市
| 神社名                    | 所在地         | 主な祭神                     | 神社系列 | 神社庁 | 公式サイト | 備考                                                         |
| 氷川神社 （南沢氷川神社） | 東久留米市南沢 | 素盞嗚命 櫛稲田姫命 大己貴命 | 氷川神社 | 26123  | 公式       | 「南沢獅子舞」が東久留米市指定無形民俗文化財第1号 兼務社10社 |
| 表 話 編 歴               |                |                              |          |        |            |                                                              |

### 武蔵村山市
神明社　お伊勢の森

### 多摩市
| 神社名      | 所在地 | 主な祭神                         | 神社系列 | 神社庁 | 公式サイト | 備考                               |
| 白山神社    | 連光寺 | 伊邪那岐命 伊邪那美命            | 白山神社 | 25116  |            | 境内ムクの御神木が多摩市指定文化財 |
| 小野神社    | 一ノ宮 | 天ノ下春命 瀬織津姫命 稲倉魂大神 |          | 25167  |            | 武蔵国一宮 郷社                    |
| 金比羅宮    | 桜ヶ丘 | 大物主命                         |          |        |            |                                    |
| 表 話 編 歴 |        |                                  |          |        |            |                                    |

### 稲城市
神奈川県横浜市〜川崎市・東京都稲城市などに分布する五十猛神を主神とする神社に関しては杉山神社を参照されたい。
| 神社名             | 所在地 | 主な祭神 | 神社系列 | 神社庁 | 公式サイト | 備考                           |
| 穴澤天神社         | 矢野口 | 少彦名命 | 北野神社 | 25191  |            | 式内小社 郷社                  |
| 大麻止乃豆乃天神社 | 大丸   | 櫛真智命 |          | 25191  |            | 郷社                           |
| 青渭神社           | 東長沼 | 青渭神   | 青渭神社 |        |            | 式内社 郷社                    |
| 竪神社             | 百村   | 大雷神   |          |        |            | 多摩ニュータウン内にある神社。 |
| 表 話 編 歴        |        |          |          |        |            |                                |

### 羽村市
| 神社名      | 所在地 | 主な祭神                     | 神社系列 | 神社庁 | 公式サイト | 備考              |
| 阿蘇神社    | 羽加美 | 健磐竜命 阿蘇都媛命 速瓶玉命 |          | 24098  |            | 推古天皇9年創始。 |
| 表 話 編 歴 |        |                              |          |        |            |                   |

### あきる野市
| 神社名         | 所在地 | 主な祭神                                  | 神社系列 | 神社庁 | 公式サイト | 備考                                                      |
| 小宮神社       | 草花   | 伊邪那岐命                                |          | 24113  |            | 寛正4年に小宮氏・小宮憲明が奉納した梵鐘が国認定重要美術品 |
| 正一位岩走神社 | 伊奈   | 稚日女尊 手力男命 棚機姫命                |          | 24136  |            | 寛政6年、正一位を勅許され改称。                           |
| 阿伎留神社     | 五日市 | 大物主神 味耜高彦根神 建夷鳥神 天児屋根命 |          | 24146  |            | 式内社、郷社。 武蔵国多磨郡八座筆頭。                     |
| 二宮神社       | 二宮   | 国常立尊                                  |          | 24107  |            | 武蔵国二宮、郷社。                                        |
| 稲足明社       | 菅生   | 面足尊 惶根尊                             |          | 24182  |            | 境内に1,200基の墓・360体の納骨堂を持つ。                  |
| 表 話 編 歴    |        |                                           |          |        |            |                                                           |

### 西東京市
| 神社名         | 所在地       | 主な祭神                                                                        | 神社系列 | 神社庁 | 公式サイト | 備考                                            |
| 田無神社       | 田無町3-7-4  | 大国主命 須佐之男命 猿田彦命 八街比古命 八街比売命 日本武尊命 大鳥大神 応神天皇 |          |        | 公式サイト | 尉殿大権現 有形文化財、参集殿、本殿、拝殿、棟札 |
| 東伏見稲荷神社 | 東伏見1-5-38 | 宇迦御魂大神 佐田彦大神 大宮能売大神                                            |          |        | 公式サイト |                                                 |
| 天神社         | 北町6-7-19   | 菅原道真                                                                        |          |        |            |                                                 |
| 尉殿神社       | 住吉町1-21-3 | 級長戸編命                                                                      |          |        |            |                                                 |
| 表 話 編 歴    |              |                                                                                 |          |        |            |                                                 |

## 三多摩地方・郡部

### 瑞穂町
| 神社名         | 所在地        | 主な祭神                                                                   | 神社系列               | 神社庁 | 公式サイト | 備考                                 |
| 狭山神社       | 箱根ヶ崎      | 伊邪那岐尊 伊邪那美尊 泉津事解男命 箱根大神 木花咲耶姫命 大山祗命 巖永姫命 |                        | 24089  |            |                                      |
| 阿豆佐味天神社 | 殿ヶ谷        | 少彦名命 素戔嗚命 大己貴命                                                 |                        | 24086  |            | 式内社、郷社。 阿豆佐味天神社 総本宮 |
| 元狭山神社     | 駒形富士山609 | 駒形神 稲田姫命 素戔嗚命 ほか13柱                                          | 八雲神社 子安神社 ほか | 24097  |            |                                      |
| 表 話 編 歴    |               |                                                                            |                        |        |            |                                      |

### 日の出町
| 神社名      | 所在地 | 主な祭神                            | 神社系列 | 神社庁 | 公式サイト | 備考 |
| 春日神社    | 平井   | 武甕槌命 大己貴命 天児屋根命 斎主命 | 春日神社 | 24123  |            |      |
| 八幡神社    | 平井   | 誉田別命                            | 八幡神社 | 24124  |            |      |
| 三嶋神社    | 大久野 | 大山祇大神 建御名方大神             | 三島神社 | 24125  |            |      |
| 幸神神社    | 大久野 |                                     |          | 24135  |            |      |
| 表 話 編 歴 |        |                                     |          |        |            |      |

### 檜原村
| 神社名      | 所在地 | 主な祭神                                                          | 神社系列 | 神社庁 | 公式サイト | 備考 |
| 大嶽神社    | 大嶽   | 大国主命 少彦名命 日本武尊 広国押武金日天皇 源家康朝臣            |          | 24166  |            |      |
| 春日神社    | 本宿   | 天児屋根命 経津主神 武甕槌神                                      | 春日神社 | 24175  |            |      |
| 伊勢社      | 小沢   | 大日孁貴命 大己貴命 軻遇突智命 木花開耶姫命 天児屋根命 藤原鎌足公 | 伊勢神社 | 24177  |            |      |
| 九頭龍神社  | 数馬   | 九頭龍大神 天手力男命                                             |          | 24178  | 公式       |      |
| 表 話 編 歴 |        |                                                                   |          |        |            |      |

### 奥多摩町
| 神社名      | 所在地 | 主な祭神                           | 神社系列      | 神社庁 | 公式サイト | 備考                                                               |
| 八雲神社    | 川井   | 須佐鳴男命 牛頭天王                | 八雲神社      | 24075  |            |                                                                    |
| 熊野神社    | 小丹波 | 伊邪那美乃命 速玉乃男命 事解乃男命 | 熊野神社      | 24078  |            |                                                                    |
| 小河内神社  | 河内   | 天照皇大神 ほか10柱                | 神明神社 ほか | 24082  |            | 小河内貯水池建設時に水没した旧小河内村の9社11祭神を勧請し創建      |
| 奥氷川神社  | 氷川   | 須佐嗚男命 奇稲田姫命              | 氷川神社      |        |            | 氷川三本杉が東京都天然記念物（『奥多摩町誌』奥多摩町誌編纂委員会） |
| 表 話 編 歴 |        |                                    |               |        |            |                                                                    |

## 島嶼部

### 利島村
| 神社名           | 所在地 | 主な祭神            | 神社系列 | 神社庁 | 公式サイト | 備考       |
| 阿豆佐和気命神社 | 本村   | 阿豆佐和気命 下上命 |          | 27010  |            | 式内社小社 |
| 表 話 編 歴      |        |                     |          |        |            |            |

### 新島村
| 神社名       | 所在地         | 主な祭神                        | 神社系列 | 神社庁 | 公式サイト | 備考             |
| 十三社神社   | 本村（新島）   | 事代主命 ほか同族12柱           |          | 27001  |            | 伊豆諸島最大の社 |
| 大三王子神社 | 大三山（新島） | 大三王子明神 弟三王子明神       |          |        |            | 式内社           |
| 泊神社       | 式根島         | 泊御途口大后明神 野伏若御子明神 |          |        |            | 式内社 旧無格社  |
| 表 話 編 歴  |                |                                 |          |        |            |                  |

### 神津島村
| 神社名       | 所在地           | 主な祭神 | 神社系列     | 神社庁 | 公式サイト | 備考                     |
| 日向神社     | 神津島字榎木が沢 | 日向命   | 物忌奈命神社 |        | 公式       |                          |
| 物忌奈命神社 | 神津島村41       | 物忌奈命 | 物忌奈命神社 | 27011  | 公式       | 式内社 （名神大社） 府社 |
| 阿波命神社   | 神津島字長浜     | 阿波命   | 物忌奈命神社 |        | 公式       | 式内社 （名神大社）      |
| 表 話 編 歴  |                  |          |              |        |            |                          |

### 三宅村
| 神社名      | 所在地 | 主な祭神          | 神社系列 | 神社庁 | 公式サイト | 備考   |
| 富賀神社    | 阿古   | 優婆夷大神 宝明神 |          | 27018  |            | 式内社 |
| 御笏神社    | 神着   | 佐伎多麻比咩命    |          |        |            | 式内社 |
| 表 話 編 歴 |        |                   |          |        |            |        |

### 小笠原村
| 神社名      | 所在地     | 主な祭神                                           | 神社系列 | 神社庁 | 公式サイト | 備考                                                                            |
| 大神山神社  | 父島字東町 | 天照大神 誉田別尊 天児屋根命 大物主命 天之御中主神 |          | 27036  |            | 太平洋戦争時に炎上、GHQの占領政策により1946年（昭和21年）府中市の八雲神社へ遷座 |
| 表 話 編 歴 |            |                                                    |          |        |            |                                                                                 |